# Frente Popular (Francia)
El Frente Popular de Francia (en francés, Front populaire; nombre oficial: Rassemblement Populaire ['Coalición Popular']) fue una coalición de partidos políticos de izquierda conformada en 1935, y que gobernó entre 1936 y 1938. Fue la concreción en Francia del Frente Popular antifascista, nueva estrategia política acordada por la Internacional Comunista en su VII Congreso celebrado en Moscú en agosto de 1935.
Estaba formado por la Sección Francesa de la Internacional Obrera (SFIO), el Partido Radical y el Partido Comunista Francés, que apoyó la coalición pero no entró a formar parte del gobierno. Se sumaron movimientos formados en gran medida por intelectuales como la Liga de los Derechos del Hombre, el Movimiento contra la Guerra y el Fascismo y el Comité de Vigilancia de los Intelectuales Antifascistas.

## Historia
Los disturbios del 6 de febrero de 1934 en los que escuadras paramilitares de extrema derecha intentaron asaltar la Asamblea Nacional Francesa cuando se estaba votando la confianza del gabinete Daladier y que se saldaron con la muerte de 17 de personas y más de 2000 resultaron heridas, pusieron en evidencia ante la opinión pública francesa, y en especial ante la izquierda, que la «amenaza del fascismo» en Francia era real. Lo que se interpretó como la «Marcha sobre París» (que emulaba la Marcha sobre Roma de Mussolini), fue respondida con una huelga general el 12 de febrero convocada por la CGT y la SFIO, pero a la que se sumó el Partido Comunista Francés (PCF) y su sindicato CGTU, y que tuvo un amplio seguimiento. Ese día se celebraron dos manifestaciones separadas, una encabezada por el SFIO y otra por el PCF, pero acabaron confluyendo al grito de ¡Unité! ('Unidad'). Solo tres días después eran aplastados en Viena los socialdemócratas austríacos por el dictador social-cristiano Dollfuss, lo que conmocionó a todo el movimiento obrero europeo.
En 1935 los comunistas franceses, con su secretario general Maurice Thorez al frente, tomaron la iniciativa para crear una alianza antifascista y alcanzaron un pacto de unidad de acción con el partido socialista (SFIO) cuyo primer fruto fue el acuerdo de que en las elecciones municipales de mayo de 1935 apoyarían en la segunda vuelta al partido más votado en la primera, incluidos los radicales (PR). El 14 de julio, el día de la fiesta nacional de Francia, se celebró en París una gran manifestación antifascista en defensa de las libertades democráticas convocada por el movimiento Ámsterdam-Pleyel en la que participaron alrededor de cincuenta organizaciones políticas (SFIO, PCF y PR), sindicales (CGT, CGTU) y cívicas (diversos comités antifascistas, la Liga de Defensa de los Derechos del Hombre). Esta manifestación se considera como el acto fundacional del Frente Popular en Francia.
La cristalización del Frente Popular en Francia constituyó el prólogo de la celebración en Moscú del VII Congreso de la Internacional Comunista entre el 25 de julio y el 20 de agosto de 1935, en el que se consumó el giro definitivo de la política comunista respecto del fascismo y de la socialdemocracia tras constatar el fracaso de la respuesta ultraizquierdista acordada en el VI Congreso. Se abandonó la tesis del socialfascismo y se propuso la alianza de las clases populares y las clases medias democráticas mediante la coalición  de sus respectivas organizaciones políticas en un gran frente antifascista (el «Frente Popular»). «Tras haber comprobado amargamente que no era lo mismo el fascismo que la "democracia burguesa", la Internacional Comunista se aprestó a defenderse en esa última posición que representaba un sistema de libertades políticas».
El 3 de mayo de 1936 la coalición del Frente Popular ganó las elecciones generales francesas. En su programa no se incluían grandes reformas estructurales (debido a la oposición mutua entre radicales y comunistas) pero sí se hablaba de la «restauración de la capacidad de compra suprimida o reducida por la crisis» y por las políticas deflacionistas.

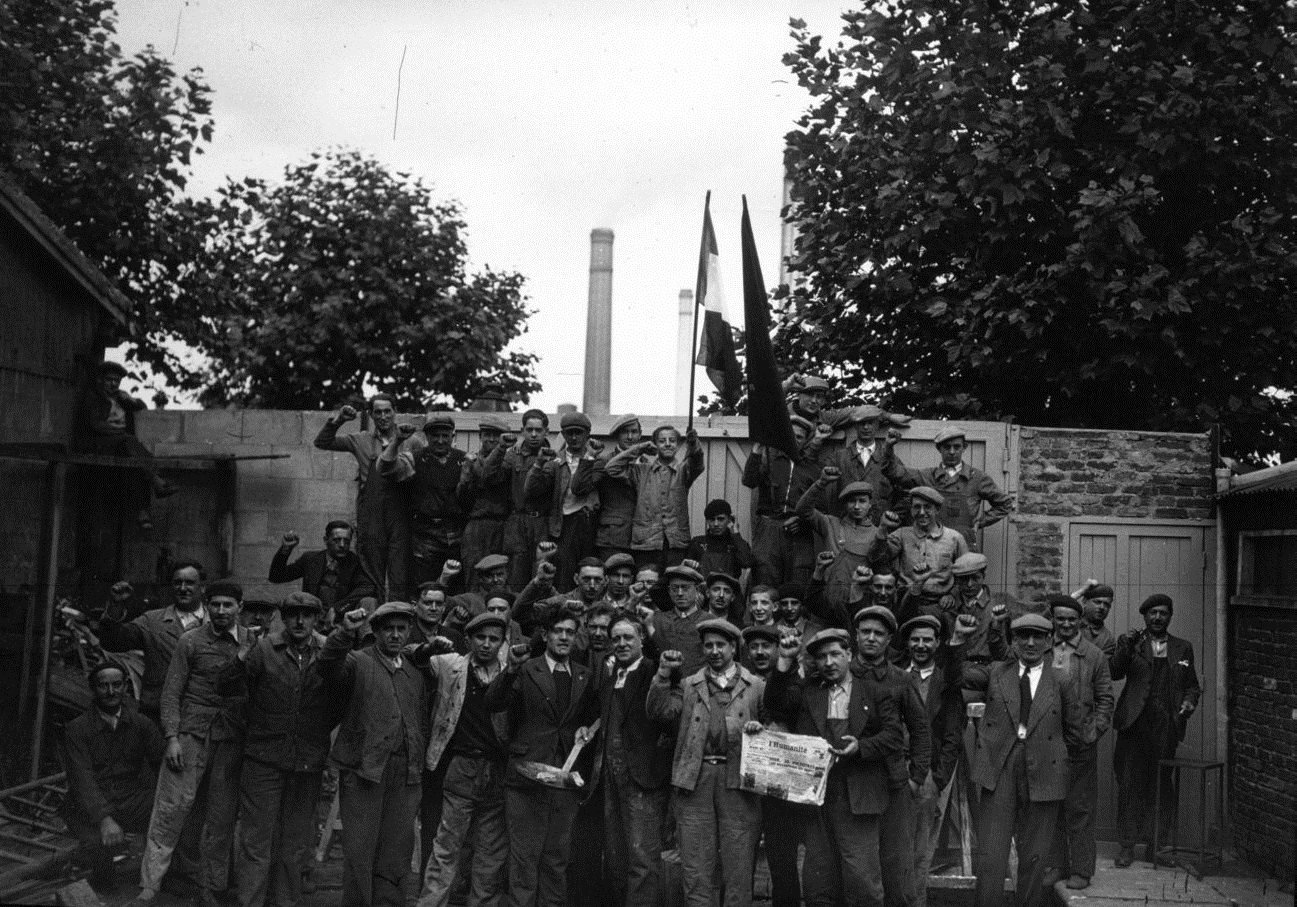
Huelguistas ocupando una fábrica metalúrgica en la banlieue de París.

Solo pocos días después de conocerse la victoria electoral del Frente Popular y antes de constituirse el 4 de junio el gabinete presidido por el socialista León Blum, líder de la SFIO, se desencadenó una impresionante oleada de huelgas que tenían como objeto presionar al futuro gobierno de izquierdas. Comenzaron el 11 de mayo en Le Havre, el 13 en Toulouse y el 14 en la banlieu de París y durante ese tiempo se produjo un aumento espectacular de la afiliación al sindicato CGT (en la fábrica Renault, por ejemplo, se pasó de 700 a 25 000 afiliados). En muchas ocasiones las huelgas, sin que hubiera precedentes, fueron acompañadas de la ocupación de las fábricas para presionar a los patronos y evitar que recurrieran a los esquiroles y al lock out. El gobierno no envió a la policía para acabar con ellas. Se produjeron más 17 000 conflictos y en las huelgas participaron dos millones y medio de trabajadores.
La oleada de huelgas coincidió con la «orgía de huelgas» que desde mayo se estaba produciendo en España, donde también gobernaba el Frente Popular, aunque allí en la constitución del mismo el (minúsculo) Partido Comunista (PCE) no había desempeñado ningún papel (a diferencia del PCF, que en 1934 ya contaba con una decena de parlamentarios y en las elecciones de 1932 había obtenido cerca de un millón de votos) e incluso el nombre de Frente Popular no figuraba en el manifiesto-programa de la coalición firmado el 15 de enero. El Frente Popular español gobernaba desde su victoria en las elecciones del 16 de febrero de 1936.
Las huelgas terminaron cuando el nuevo gobierno, la patronal y la CGT, único gran sindicato francés, firmaron los Acuerdos de Matignon el 7 de junio, solo tres días después de haberse constituido el nuevo gabinete presidido por Blum. Se pactaron aumentos salariales entre 7% y el 15% y una serie de leyes sociales que serían aprobadas en los días siguientes: contratos colectivos, vacaciones pagadas de 15 días y semana de 40 horas. Antes era de 48 horas semanales. Según Francisco Pérez Sánchez, la oleada de huelgas «fue un acto de presión masiva sobre el nuevo gobierno y un acto de impaciencia porque éste no se constituía».
Entre las políticas desarrolladas por el gobierno del Frente Popular se encontraban las relacionadas con la democratización del deporte. El secretario de Estado del ocio y de los deportes, Léo Lagrange, hace construir centenares de piscinas y de estadios públicos con el objetivo de «permitir a las masas de la juventud francesa encontrar en la práctica de los deportes la alegría y la salud».